# Lenka Wimmerová
Lenka Wimmerová (* 1971 Praha) je filmová režisérka, scenáristka a spisovatelka a absolventka FAMU.
Je známá díky své režijní a scenáristické práci na seriálech Terapie a Soukromé pasti, Režírovala filmy Tchyně a uzený, Kozy léčí a Nespavost, za které získala ocenění ELSA za nejlepší film roku 2010. V roce 2021 režírovala televizní minisérii Božena. Vyrostla v Praze, ale nyní žije na Broumovsku.

## Dílo

### Režie
- Soukromé pasti (2008)
- Nespavost (2009)
- Tchyně a uzený (2011)
- Terapie (2013)
- Kozy léčí (2017)
- Božena (2021)
- Mozaika (2024)

### Scenáristika
- Soukromé pasti (2008)
- Setkání s hvězdou: Dagmar Havlová (2012)